# Old Town Hill
Old Town Hill ist ein 531 Acres (2,1 km²) großes Naturschutzgebiet rund um den gleichnamigen Hügel bei Newbury im Bundesstaat Massachusetts der Vereinigten Staaten. Es wird von der Organisation The Trustees of Reservations verwaltet.

## Geschichte
Die Indianer nannten das Gebiet um den Hügel Quascacunquen, was so viel wie Wasserfall bedeutet und sich mutmaßlich auf die Wasserfälle des nahen Parker River bezieht. Bereits kurz nach der Ankunft der Puritaner in Boston wurde im Jahr 1634 das erste Andachtshaus der neuen Stadt Newbury am Fuß des 168 ft (51,2 m) hohen Hügels errichtet. Kurze Zeit später folgte ein Schilderhaus auf dem höchsten Punkt. Der Hügel diente bis zu 12.000 Rindern und 3.000 Schafen als Weidefläche, war jedoch auch von großer strategischer Bedeutung. Er diente ebenfalls für die entlang der Küste fahrenden Schiffe als wichtige Landmarke.

## Schutzgebiet
Etwa 3 mi (4,8 km) Wanderwege führen als Teil des Bay Circuit Trails im Schutzgebiet entlang des Parker River durch Feuchtgebiete, Salzwiesen, offene Freiflächen und Wälder. Vom obersten Punkt aus ist bei gutem Wetter der Mount Agamenticus im südlichen Maine zu sehen.
Wald und Felder bieten am Boden nistenden Vögeln sowie Greifvögeln wie Falken und Eulen einen Lebensraum. Im Bereich der Salzwiese gedeihen Schlickgräser, Goldruten und Strandflieder, während in den Gezeitentümpeln Wasserdeckelschnecken, Gemeine Strandkrabben und Gerippte Muscheln (geukensia demissa) leben und ihrerseits als Nahrung für Watvögel wie Kanadareiher und andere Reiher dienen.
Die Salzwiesen wurden vor 12.000 Jahren durch sich zurückziehende Gletscher gebildet und sind heute durch die zweimal täglich auftretenden Gezeiten geprägt. Sie gehören zu Neuenglands größter Salzwiese, der 25.000 Acres (101,2 km²) umfassenden Great Marsh, die sich über mehr als 20 mi (32,2 km) zwischen Gloucester und dem südlichen New Hampshire erstreckt.